# الدوري الشمالي الممتاز 1992–93
الدوري الشمالي الممتاز 1992–93 هو موسم من دوري الشمال الممتاز ‏. فاز فيه نادي ساوثبورت.